# Samuel Shankland
Pour les articles homonymes, voir Shankland.
Samuel Shankland dit Sam Shankland est un joueur d'échecs américain né le 1er octobre 1991 à Berkeley, grand maître international depuis 2011.
Au 1er mai 2018, il est le no 4 américain et le 44e joueur mondial avec un classement Elo de 2 701 points.

## Biographie et carrière

### Débuts
Shankland a obtenu le titre de maître américain en 2006. En 2008, il finit troisième du championnat du monde des moins de 18 ans, à égalité de points avec le vainqueur, et obtient le titre de maître international. Il est champion de Californie en 2009, 2010 et 2011.

### Champion des États-Unis (2018)
En 2010, Shankland remporte le championnat junior des États-Unis (moins de 21 ans). En 2011, il termine troisième du championnat des États-Unis d'échecs et obtient le titre de grand maître international.
Shankland  remporte le  championnat des États-Unis en avril 2018.

### Succès dans les tournois internationaux
En 2013, Shankland remporte l'open ZDMI à Dresde en Allemagne. En décembre 2014, il entre dans le top 100 mondial avec un classement Elo de 2 653. En janvier 2015, il finit troisième du tournoi B de Wijk aan Zee (Challengers Group).
Il remporta le mémorial Capablanca en mai 2018 et le championnat continental panaméricain en juin 2018.
En 2021, il remporte le tournoi principal (Masters) du festival de Prague devant les Polonais Jan-Krzysztof Duda et Radosław Wojtaszek.
En 2025, il remporte à nouveau le championnat continental panaméricain.

### Coupes du monde
Grâce à son résultat (troisième) au championnat national 2011, Shankland se qualifia pour la coupe du monde d'échecs 2011 où il fut éliminé au deuxième tour par Abhijeet Gupta. 
Il se qualifia pour la Coupe du monde d'échecs 2015 grâce à sa deuxième place ex æquo au Championnat panaméricain d'échecs 2014.
| Année | Lieu            | Résultat        | Ultime adversaire | Adversaires battus                                                |
| ----- | --------------- | --------------- | ----------------- | ----------------------------------------------------------------- |
| 2011  | Khanty-Mansiïsk | deuxième tour   | Abhijeet Gupta    | Péter Lékó                                                        |
| 2015  | Bakou           | deuxième tour   | Hikaru Nakamura   | Ivan Popov                                                        |
| 2019  | Khanty-Mansiïsk | premier tour    | Eltaj Safarli     |                                                                   |
| 2021  | Sotchi          | quart de finale | Sergueï Kariakine | Baadur Jobava Aleksandr Arechtchenko Rinat Jumabaev Peter Svidler |
| 2023  | Bakou           | deuxième tour   | Ivan Schitco      | (exempt au premier tour)                                          |

### Compétitions par équipe
Shankland a remporté le championnat pan-américain par équipes en 2013 et une médaille d'or individuelle au cinquième échiquier lors de l'olympiade d'échecs de 2014.